# Yamagata Aritomo
Il principe Yamagata Aritomo (山縣 有朋?; Hagi, 14 giugno 1838 – Odawara, 1º febbraio 1922) è stato un militare giapponese, feldmaresciallo dell'Esercito Imperiale Giapponese e per due volte Primo ministro del Giappone.
È considerato una delle figure prominenti della costruzione della forza militare e politica del Giappone durante i periodi Meiji e Taishō.

## Carriera
Figlio di Aritoshi, Yamagata nacque ad Hagi dalla famiglia di un samurai di modeste origini e si trasferì in seguito a Shokasonjuku, per studiare in una scuola privata tenuta dal celebre maestro ed educatore Yoshida Shōin. Nella scuola Yamagata si adoperò per promuovere il diffondersi e la crescita del movimento teso a rovesciare lo shogunato Tokugawa.
Divenne capo militare del Kiheitai, una forza paramilitare creata nel dominio Chōshū favorevole ad una occidentalizzazione del Giappone e durante la Guerra Boshin venne promosso al grado di ufficiale.
Dopo il Rinnovamento Meiji venne scelto insieme a Saigō Tsugumichi per compiere un viaggio in Europa nel 1869 con l'ordine governativo di studiare ed apprendere i sistemi militari occidentali.
Yamagata venne così fortemente influenzato dal sistema militare prussiano nonché dagli ideali politici della Prussia che favorivano l'espansionismo militare e l'autoritarismo politico.
Nel 1873 venne nominato ministro della difesa e in questa veste fu responsabile della riorganizzazione dell'Esercito imperiale giapponese che plasmò secondo il modello prussiano dando inizio al sistema della coscrizione nel 1873.

## Carriera militare
Come ministro della difesa, Yamagata si adoperò per la creazione del Supremo Consiglio di Guerra giapponese che divenne in seguito la principale fonte del suo potere politico e di quello di molti altri militari fino alla fine della Seconda guerra mondiale.
Il campo di prova dell'efficienza del nuovo esercito fu la lotta contro la Ribellione di Satsuma guidata da Saigō Takamori nel 1877.
Raggiunse il grado di feldmaresciallo nel 1898 e mostrò le sue grandi qualità militari durante la Prima guerra sino-giapponese in qualità di ministro della guerra e in qualità di Comandante Supremo della Prima Armata durante la Guerra Russo-Giapponese.

### La carriera politica
Yamagata fu uno dei sette capi politici, chiamati in seguito genrō, che dominarono per diverso tempo il governo giapponese. La parola genrō può essere tradotta come uomo di stato anziano. Questi veterani guidarono la politica in quel delicato periodo a partire dal 1880 circa che vide l'evoluzione del Giappone da un paese fondamentalmente agricolo ad un moderno stato industriale. Tutti i genrō prestarono servizio diverse volte al ministero e alcuni di loro divennero anche primi ministri.
Yamagata e Itō Hirobumi furono dal principio i maggiori capi di questo movimento di rinnovamento e dopo l'assassinio di Itō nel 1909, Yamagata divenne il più importante tra i genrō, godendo del sostegno di buona parte degli ufficiali dell'esercito che lo seguivano devotamente nella sua politica militarista. Ben presto dunque Yamagata divenne il principale capo dei conservatori giapponesi, sradicando tutte le istituzioni democratiche in germoglio e dedicando il resto della sua vita a costruire e difendere il potere dell'esercito, al quale era legato ovviamente anche il suo potere politico.
Durante la sua lunga e versatile carriera, Yamagata ottenne numerosi e importanti ruoli di governo. Nel 1882 divenne presidente del Tavolo di Legislazione (Sanjiin) e ministro dell'Interno (1883–87), lavorando vigorosamente per sopprimere i partiti politici e reprimere le agitazioni dei movimenti laburisti e agrari. Organizzò inoltre un sistema di amministrazione locale basato sul concetto di prefettura-contea-città che è ancora oggi utilizzato in Giappone. Nel 1883 fu nominato lord cancelliere, la più alta carica burocratica nel sistema di governo prima della Costituzione Meiji del 1889.
Yamagata divenne dal 24 dicembre 1889 al 6 maggio 1891 il terzo primo ministro del Giappone da quando nel 1885 era stato creato il Gabinetto del Giappone, e fu il primo capo di governo giapponese a collaborare con la Dieta imperiale, primo organo legislativo nella storia moderna del Giappone prevista dalla Costituzione Meiji, che si riunì per la prima volta nel novembre 1890. Durante il suo primo mandato presiedette al varo del Rescritto imperiale sull'educazione, promulgato dall'imperatore nell'ottobre del 1890. Per stabilire il budget dell'anno fiscale 1891, nei primi mesi di quell'anno dovette negoziare con la Camera dei rappresentanti a maggioranza liberale.
Yamagata fu primo ministro per la seconda volta dall'8 novembre 1898 al 19 ottobre 1900. Nel 1900, durante il suo secondo mandato, stabilì che solo un ufficiale in carica delle forze armate potesse essere eletto ministro della guerra e ministro della Marina, garantendo ai militari il controllo sulla formazione di ogni futuro gabinetto di governo. Fece inoltre promulgare la legge con cui si vietava ai membri dei partiti politici di occupare ruoli chiave nella burocrazia statale.
Yamagata fu presidente del Consiglio Privato dell'Imperatore dal 1893 al 1894 e dal 1905 al 1922. Fu attivo anche in diplomazia estera, nel giugno 1896 firmò a San Pietroburgo con il ministro degli Esteri russo l'accordo Yamagata-Lobanov con il quale l'Impero giapponese e l'Impero russo si spartirono il controllo sulla Corea, che restava indipendente come stato cuscinetto tra i due imperi. Nel 1907 venne elevato al rango aristocratico di koshaku (principe) sotto il sistema kazoku.
Dal 1900 al 1909, Yamagata si oppose strenuamente all'operato di Itō Hirobumi, leader del partito civile, ed esercitò la propria influenza attraverso il suo protégé Katsura Tarō. Dopo la morte di Itō Hirobumi nel 1909, Yamagata divenne il più influente politico del Giappone e rimase tale sino alla morte, anche se si ritirò dalla partecipazione alla politica attiva dopo la guerra russo-giapponese. Rimase però presidente del Consiglio Privato, carica con la quale mantenne il proprio potere e dettò più volte la scelta del nuovo primo ministro nei suoi ultimi anni di vita.
Nel 1912 si scontrò col primo ministro marchese Saionji Kinmochi, il quale riteneva che dovesse essere diminuito il budget da assegnare al mantenimento dell'esercito; lo scontro portò a una crisi costituzionale conosciuta come crisi Taisho. Il ministro della guerra, generale Uehara Yūsaku, diede le dimissioni quando il gabinetto di governo non poté garantirgli il budget promesso e Saionji dovette cercarne il sostituto. Secondo la legge giapponese però, gli incarichi di ministro della guerra e ministro della Marina dovevano essere assegnati a militari d'alto rango come generali o ammiragli in servizio attivo (non in pensione). Per questo motivo tutti i generali che potevano essere assegnati a questa carica si rifiutarono di prestare fedeltà a Saionji e il gabinetto venne costretto a sciogliersi.

### Gli ultimi anni
Durante gli ultimi anni di vita, Yamagata mantenne comunque la propria influenza di governo, ma spostò maggiormente i propri interessi nella propria vita privata, dedicandosi al disegno di giardini che da sempre era stato uno dei suoi principali talenti. Attualmente molte di queste sue opere sono considerati degli autentici gioielli rappresentativi della cultura del giardino giapponese come quello di villa Murin-an a Kyoto. Aritomo Yamagata si spense nel 1922, all'età di 83 anni.